# Przemysław Klima
Przemysław Klima – polski kucharz i restaurator. Współwłaściciel i szef kuchni w restauracji Bottiglieria 1881.

## Życiorys
Urodził się w Krakowie i pochodzi z muzycznej rodziny. W młodości uczył się w tamtejszej szkole gastronomicznej, a następnie wyjechał z miasta. Początkowo pracował w restauracji w Niepołomicach, a następnie w krakowskiej Ancorze. Odbył staże w duńskich restauracjach Noma i Kadeau. Pracował jako sous-chef w Atelier Amaro u Wojciecha Modesta Amaro i w Senses Andrei Camastry. W 2019 roku, wraz z Robertem Gumulińskim otworzył restaurację Bottiglieria 1881. Rok później otrzymał pierwszą gwiazdkę przewodnika Michelin. W 2021 i 2022 roku znalazł się na liście 100 najlepszych kucharzy świata w rankingu The Best Chefs Award. Rok później otrzymał drugą gwiazdkę Michelin.
Jesienią 2024 roku został jurorem 13. edycji programu MasterChef. Wcześniej pojawił się jako gość specjalny w 9. i 10. odsłonie show, a także w 6. edycji MasterChef Junior.